# Adolf (Pfalz)
Adolf von der Pfalz (* 27. September 1300 in Wolfratshausen; † 29. Januar 1327 in Neustadt an der Weinstraße), genannt „der Redliche“, amtierte von 1319 bis zu seinem Tod formal als Pfalzgraf bei Rhein. Die tatsächliche Regierungsgewalt übte sein Onkel Ludwig (IV.) aus. Alle heute lebenden Wittelsbacher stammen von Adolfs Linie ab.

## Werdegang
Adolf war der Sohn Rudolfs I. von der Pfalz und seiner Gattin Mechthild (1280–1323), Tochter von König Adolf von Nassau.
Im Jahre 1320 heiratete er Irmengard von Oettingen († 1389). Das Fürstenpaar residierte unter der Oberhoheit König Ludwigs IV. in Heidelberg, zog sich aber um 1326 nach Oggersheim zurück. Hier ließ Pfalzgraf Adolf die durch einen Brand zerstörte Gemeinde wieder aufbauen, mit Wall bzw. Graben umgeben und erhob sie zur Stadt.
Schon im Januar 1327 starb der Pfalzgraf in Neustadt an der Weinstraße und wurde im Zisterzienserkloster Schönau nahe Heidelberg begraben.
Seine Gattin Irmengard zog sich noch im Todesjahr Adolfs mit ihren Kindern in das Kloster Liebenau bei Worms zurück, wo sie 20 Jahre später als Dominikanerin eintrat.

## Nachkommen
- Ruprecht II. (1325–1398), Kurfürst von der Pfalz;
- Friedrich (* 1326, verschwand als Kleinkind);
- Adolf (starb früh);
- eine Tochter († 1389).